# Württembergische Ac
Die Lokomotiven der Gattung Ac der Königlich Württembergischen Staats-Eisenbahnen waren Dampflokomotiven mit Verbundtriebwerk (englisch „compound“, daher das „c“ in der Gattungsbezeichnung). Die 31 Exemplare wurden zwischen 1889 und 1897 von der Maschinenfabrik Esslingen gebaut.
Mit dieser Bauart wurde nach überzeugenden Betriebserfahrungen aus Sachsen und Preußen das Verbundverfahren erstmals auch in Württemberg eingesetzt. Basierend auf der Gattung A entstanden 1889 zunächst fünf Versuchslokomotiven, mit denen die erhoffte Kohleersparnis aber nicht erzielt werden konnte. Erst als man den Kesseldruck von 117,7 N/cm² auf 137,3 N/cm² gesteigert hatte, stellte sich der Erfolg ein.
Wie die Lokomotiven der Gattung A, von denen sie sich äußerlich kaum unterschieden, waren die Ac mit Schlepptendern der Bauart 2 T 10 ausgestattet.
Die Deutsche Reichsbahn übernahm 1925 als Baureihe 34.82 noch neun der 31 Fahrzeuge mit den Betriebsnummern 34 8201 – 34 8209. Sie wurden jedoch schon 1926 ausgemustert.